# Alborada
Alborada é uma telenovela mexicana produzida por Carla Estrada para a Televisa e exibida pelo Las Estrellas entre 24 de outubro de 2005 e 24 de fevereiro de 2006, substituindo La esposa virgen e sendo substituída por La verdad oculta, em 90 capitulos.
É uma trama histórica, que ocorre no Panamá e no México colonial, alguns anos antes da Independência do México da Espanha e foi escrita por María Zarattini e dirigida por Mónica Miguel. 
Foi protagonizada por Lucero e Fernando Colunga, com atuações estelares de Valentino Lanus, Ernesto Laguardia, Alejandro Tommasi e Olivia Bucio e antagonizada por Daniela Romo, Manuel Ojeda, Vanessa Guzmán, Luis Roberto Guzmán e Mariana Garza.

## Enredo
María Hipólita Dias vive com sua avó, Dona Carlota, no povoado de Santa Rita, Panamá. Hipólita nasceu no México, mas quando ainda era pequena foi separada de sua mãe, Asunción, e não sabe quem é seu pai. Em troca de um bom dote, Carlota consegue arranjar o casamento de Hipólita com Antonio, filho de Adelaida Guzmán. Vários meses depois, Carlota morre sem saber que Antonio é impotente, que o casamento de Hipólita não se consumou e que Adelaida a trata com desprezo por ser filha ilegítima.
Adelaida, sabendo que Antonio herdará a fortuna de seu tio Próspero somente se tiver um filho, aproveita que seus serventes capturaram um foragido da justiça e o obriga a se passar por Antonio no escuro e ter relações sexuais com Hipólita para engravidá-la. O suposto criminoso é Luis Manrique e Arellano, um comerciante mexicano que chegou a Santa Rita para fechar um acordo a mando de seu primo Diego, o Conde de Guevara, sem suspeitar que tudo não passava de uma cilada para matá-lo.
Sob a ameaça de ser entregue à justiça, Luis finge aceitar a ter relações com Hipólita, com a intenção de fugir pela janela, mas sua ternura o seduz e eles acabam fazendo amor. Depois, arrependido, confessa a verdade a ela e vai embora sem que Hipólita não saiba seu nome nem tenha visto seu rosto; a única coisa que ela sabe é a origem mexicana do rapaz.
Três anos depois, Hipólita chega ao México com seu pequeno filho Rafael, fugindo da maldade de Adelaida, e disposta a enfrentar a todos para encontrar o pai de seu filho e obrigá-lo a dar um sobrenome a seu filho.
Em meio a uma tormenta de intrigas e violência provocada por Juana, irmã do Conde de Guevara, Hipólita terá de lutar por seu filho e sua vida, enquanto seu coração se divide entre o ódio pelo desconhecido que a engravidou e o amor que agora sente por Luis, sem saber que eles são o mesmo homem.

## Elenco
| Intérprete           | Personagem                                     |
| -------------------- | ---------------------------------------------- |
| Lucero               | María Hipólita Díaz de Guzmán / de Manrique    |
| Fernando Colunga     | Luis Manrique y Arellano                       |
| Daniela Romo         | Doña Juana Arellano vda. de Manrique           |
| Luis Roberto Guzmán  | Diego Arellano y Mendoza “El Conde de Guevara” |
| Arturo Peniche       | Antonio de Guzmán y Pantoja                    |
| Ernesto Laguardia    | Cristóbal de Lara Montemayor y Robles          |
| Irán Castillo        | Catalina Escobar Díaz Montero / de Lara        |
| Valentino Lanus      | Martín Alvarado                                |
| Alejandro Tommasi    | Felipe Alvarado Solares                        |
| Manuel Ojeda         | Don Francisco Escobar                          |
| María Rojo           | Victoria Mancera y Oviedo vda. de Valdés       |
| Olivia Bucio         | Asunción Díaz Montero de Escobar               |
| Vanessa Guzmán       | Perla                                          |
| Mariana Karr         | Isabel Manrique de Leiva                       |
| Mariana Garza        | Esperanza de Corsa de Manrique                 |
| Beatriz Moreno       | Adalgisa Sánchez ¨Ada¨                         |
| Magda Guzmán         | Sara de Oviedo ¨La Poderosa¨                   |
| José Luis Reséndez   | Andrés Escobar y Fuenterilla                   |
| Sherlyn              | Marina Sandoval                                |
| David Ostrosky       | Agustín de Corsa                               |
| Jan                  | Santiago de Corsa                              |
| Marcelo Córdoba      | Marcos López                                   |
| Lucero Lander        | Sor Teresa de Lara Montemayor y Robles         |
| Patricia Martínez    | Carmela de Alvarado                            |
| Mónica Miguel        | Modesta                                        |
| Alexander Renaud     | Rafael Luis Manrique y Arellano                |
| Arturo Vázquez       | Ramón Fuentes                                  |
| Gilberto de Anda     | Amílcares Gasca                                |
| Rebeca Manríquez     | Elvira Sandoval                                |
| Analia del Mar       | Mirtha                                         |
| Aurora Clavel        | Cleotilde                                      |
| Gabriel de Cervantes | Lázaro                                         |
| Zully Montero        | Adelaida Pantoja vda. de Guzmán                |
| Robertha             | Paula                                          |
| Rudy Casanova        | Fermín                                         |
| Edgardo Eliezer      | Vicente                                        |
| Archie Lafranco      | Rodrigo de Rivera                              |
| Christina Pastor     | Eloísa Iturralde                               |
| Lupita Lara          | Rosario                                        |
| Isaura Espinoza      | Eusebia                                        |
| Eduardo Liñán        | Capitán Nicolás Pardo                          |
| Adalberto Parra      | Higinio                                        |
| Benjamín Pineda      | Aurelio                                        |
| Rubén Cerda          | Fray Gaspar                                    |
| Claudio Sorel        | Epifanio                                       |
| Susana Lozano        | Bernarda                                       |
| Alberto Chávez       | Serafín                                        |
| Verónika con K       | Carmó                                          |
| Ricardo Guerra       | Domingo                                        |
| Justo Martínez       | Fray Álvaro D'Acosta                           |

### Participações especiais
| Intérprete          | Personagem                           |
| ------------------- | ------------------------------------ |
| Aarón Hernán        | Regidor Don Anselmo Iturbe y Pedroza |
| Rosa María Bianchi  | Magdalena de Iturbe y Pedroza        |
| Raúl Valerio        | Don Malaquías Apodaca                |
| Nelly Horsman       | Madre Tornera                        |
| Antonio Medellín    | Fray Pablo                           |
| Humberto Dupeyrón   | Don Próspero de Guzmán               |
| Mario Iván Martínez | Cantor do bordel                     |
| Magda Karina        | Sara de Oviedo (jovem)               |
| Roberto Espriú      | Don Ignacio de Huesca                |
| Julio Monterde      | Arzobispo                            |
| Joana Brito         | Caseira                              |
| Amparo Garrido      | Empregada de Hipólita                |
| María Dolores Oliva | María                                |
| Benjamín Islas      | Eliseo Ulloa                         |
| Ana Lilia Tovar     | Inés                                 |
| Ernesto Ricaud      | Secretário de Fray Álvaro            |
| Yolanda Ciani       | Doña Engracia                        |
| Enrique del Olmo    | Cura                                 |
| René Franco         | Empleador de Martín                  |
| Amelia Zapata       | Nana                                 |
| Montserrat Hogaza   | Filha de Diego                       |
| Sofía Domblide      | Filha de Diego                       |
| Alyosha Barreiro    | Próspero de Guzmán (jovem)           |
| Alondra             | Cantante Alondra                     |
| Catalina Carrasco   | Ela mesma                            |
| Fernando Lima       | Tenor en la boda de Diego            |

## Produção
- História original: María Zarattini
- Edição literária: Edwin Valencia
- Tema de entrada: “Alborada”
- Canção e música instrumental: Jorge Avendaño
- Intérprete: Placido Domingo
- Cenografía: Ricardo Navarrete y Antonio García
- Figurino: Cecilia García Molinero, Roxana Martínez, Pablo Montes, Martha Betancourt y Cielo Espinoza
- Ambientação: Esperanza Carmona y Lizbeth Silva
- Musicalização: Jesús Blanco
- Gerente: Graciela Valdivia
- Coordinador de produção: Lili Moyers
- Editores: Juan José Franco y Luis Horacio Valdez
- Produtor adjunto: Guillermo Gutiérrez
- Produtor associado: Arturo Lorca
- Diretor de câmeras em locação: Bernardo Nájera
- Diretor adjunto em locação: Sergio Quintero
- Diretor de câmeras: Alejandro Frutos
- Diretora de cena: Mónica Miguel
- Produtora executiva: Carla Estrada

## Audiência
Em sua exibição original, teve média de 25,8 pontos.. 

## Curiosidades
- Fernando Colunga e Lucero atuaram juntos de novamente mais tarde, porém, em tramas contemporâneas: Mañana Es Para Siempre (2008), como mocinho e vilã, respectivamente, e Soy Tu Dueña (2010), onde fariam par romântico outra vez.
- Mónica Miguel (uma das diretoras), além de dirigir, ela também participa da novela como atriz, fazendo a personagem Modesta.
- Foi lançado um DVD com o resumo da novela. Possui 13 horas da novela, e muitos extras (Erros de Gravação, Clipe Musical, Entrevista com os Atores). Nos Erros de Gravação, o destaque fica para Lucero, com suas caretas estranhas.

## Exibição
Foi reprisada pelo TLNovelas entre 2008 e 2009. Foi reprisada novamente pelo TLNovelas de 9 de setembro de 2019 a 24 de janeiro de 2020, substituindo Pasión e sendo substituída por El extraño retorno de Diana Salazar.
Foi reprisada pela primeira vez pelo seu canal original entre 04 de julho a 16 de setembro de 2011 substituindo o Programa Al Sabor Del Chef sendo substituída por Eva Luna.
Foi reprisada por seu canal original pela segunda vez entre 17 de janeiro a 2022 a 25 de março de 2022, substituindo Rubí e sendo substituída por Abismo de pasión, às 14h30.

## Prêmios e Indicações

### Premios TVyNovelas 2006
| Categoria                 | Nomeado             | Resultado |
| ------------------------- | ------------------- | --------- |
| Melhor Telenovela         | Carla Estrada       | Venceu    |
| Melhor Atriz protagonista | Lucero              | Venceu    |
| Melhor Ator protagonista  | Fernando Colunga    | Venceu    |
| Melhor Atriz Antagônica   | Daniela Romo        | Venceu    |
| Melhor Ator Antagônico    | Luis Roberto Guzmán | Indicado  |
| Melhor Atriz Coadjuvante  | Mariana Karr        | Venceu    |
| Melhor Ator Coadjuvante   | Ernesto Laguardia   | Venceu    |
| Melhor atuação juvenil    | Sherlyn             | Indicado  |
| Melhor Tema Musical       | Plácido Domingo     | Indicado  |
| Melhor direção de cena    | Mónica Miguel       | Indicado  |